# 11:11 (歌曲)
〈11:11〉是由韓國女歌手太妍於2016年11月1日推出的數位單曲，歌曲由金伊娜填詞、克里斯蒂安·雲頓（Christian Vinten）和切爾斯·格里米斯作曲。歌曲被收錄於太妍首張專輯《My Voice》豪華版中。
歌曲發布不久就獲得了韓國各大音源平台實時排行榜的冠軍，在韓國共售出1,414,667套。並入選《告示牌》「2016年二十佳韓國流行歌曲」。

## 製作
歌曲以降B大調創作，每分鐘102拍，時長3分43秒，是首流行民謠與抒情歌曲。歌曲由木吉他沉靜的樂音與太妍溫潤的歌聲構成，《告示牌》稱讚太妍溫柔且真切的歌聲
〈11:11〉由金伊娜填詞，克里斯蒂安·雲頓（Christian Vinten）和切爾斯·格里米斯作曲。歌詞主要講述關於一個女孩與她的前任情人於11時11分許願的回憶，並以「一天結束前的時間」比擬「戀人關係結束前的時間」。太妍接受採訪表示這是首送給那些喜歡她聲音粉絲的禮物，希望各位都能在秋天留下難忘的回憶。

## 發行
SM娛樂於2016年10月28日宣佈太妍將會發表數位單曲11:11。歌曲與音樂錄影帶11月1日發佈，日後拍攝的現場表演影片則於11月8日發佈。

## 商業成績
〈11:11〉發布不久就獲得了韓國Melon、Genie、Bugs、Mnet、Naver、Soribada、Olleh Music等音源平台實時排行榜的冠軍。首周登上Gaon單曲榜第二名，並以238,197次下載量成為當周下載榜冠軍。到了2017年底，〈11:11〉在韓國售出超過140萬套。

## 曲目
| 數位音樂下載 | 數位音樂下載          | 數位音樂下載 | 數位音樂下載                                            | 數位音樂下載 |
| 曲序         | 曲目                  |              | 作曲                                                    | 时长         |
| ------------ | --------------------- | ------------ | ------------------------------------------------------- | ------------ |
| 1.           | 11:11                 | 金伊娜       | - 克里斯蒂安·雲頓（Christian Vinten） - 切爾斯·格里米斯 | 3:43         |
| 2.           | 11:11（Instrumental） |              | - 克里斯蒂安·雲頓（Christian Vinten） - 切爾斯·格里米斯 | 3:43         |
| 总时长：     | 总时长：              | 总时长：     | 总时长：                                                | 7:26         |

## 參與名單
來源：Melon
錄製地點
- 韓國藍海工作室（Blue Ocean Studio）

人員
- 製作人 – 李秀滿
- 聲音總監 – 李周衡（이주형）
- 背景人聲 – 太妍
- 錄製 – 金哲順（김철순）
- 專業工具操作 – 李周衡
- 數位編輯 – 張祐榮（장우영）
- 混音 – 金哲順
- 母帶 – 湯姆·柯尼（英语：Tom Coyne (music engineer)）
- 作詞 – 金伊娜
- 作曲 – 克里斯蒂安·雲頓（Christian Vinten）、切爾斯·格里米斯（英语：Chelcee Grimes）

## 榜單表現
| 排行榜（2016年）                 | 最高排名 |
| -------------------------------- | -------- |
| 香港（KKBOX韓語單曲週榜）        | 5        |
| 馬來西亞（KKBOX韓語單曲週榜）    | 3        |
| 新加坡（KKBOX韓語單曲週榜）      | 3        |
| 韓國（Gaon單曲榜）               | 2        |
| 台灣（KKBOX韓語單曲週榜）        | 2        |
| 美國（《告示牌》世界歌曲銷售榜） | 5        |

| 榜單 (2016年)      | 位置 |
| ------------------ | ---- |
| 韓國（Gaon單曲榜） | 89   |

## 發行歷史
| 發行地區 | 發行日期      | 發行形式     | 製作公司 |
| -------- | ------------- | ------------ | -------- |
| 全球     | 2016年11月1日 | 數位音樂下載 | SM娛樂   |

## 外部連結
- 太妍韓國官方網站 
- YouTube上的太妍〈11:11〉現場表演影片